# Горе (фотографія)
«Горе» — фотографія часів Німецько-радянської війни, зроблена радянським фотокореспондентом Дмитром Бальтерманцем у січні 1942 року в Криму і згодом здобула світову популярність. На фотографії зображено місце розстрілу німецькими окупантами мирних жителів: по полю ходять приголомшені горем люди, які розшукують рідних серед трупів, що лежать у снігу.
Протягом перших днів грудня 1941 року кілька тисяч (згідно з німецьким рапортом — 2,5 тис. осіб, за свідченнями очевидців — 7 тис. осіб), євреїв, що жили в Керчі, було розстріляно зондеркоммандою 10Б айнзатцгрупи Д у протитанковому рові біля селища Ба. Потім, 29 грудня, у тому ж протитанковому рові у зв'язку з тим, що радянською розвідгрупою було вбито німецького офіцера, окупанти розстріляли кілька сотень жителів селища Самобуд біля Камиш-Буруна — росіян, українців, кримських татар.
Радянські війська першого ешелону висадки десанту в район Керчі побачили Багерівський рів 30 грудня 1941; На початку січня на це місце прибули слідчі та фотожурналісти. Серед них були Дмитро Бальтерманц та Євген Халдей.

Про розстріляних у Багерівському рові поет та військовий журналіст Ілля Сельвінський написав вірші "Я це бачив!" і "Керч":
"Можна не слухати народних сказань,Не вірити газетним стовпцям,Але це бачив. Своїми очима.Розумієте? Бачив. Сам.Ось тут дорога. А там он — узгір'я.Між ними так — рів.З цього рову здіймається горе.Горе без берегів.

Під ранок ми побачили долинуВсю в рябі якийсь. Це булиМертвики, що розповзлися за ніч.
Бальтерманц довгий час не відбирав знімок для своїх персональних виставок. У 1960-х роках відомий італійський фотограф Кайо Гарруба, який приїхав до Москви, виявив в архіві Балтерманця фотографію. Гарруба готував виставку "Що таке людина", разом із Бальтерманцем він вигадав назву фотографії. Балтерманц змінив фотографію, додавши хмари з іншої фотографії. Фотографію було визнано найкращою на виставці, отримавши кілька призів. У СРСР знімок був показаний тільки в 1975 під час святкування 30-річчя Перемоги. Фотографія неодноразово була представлена на закордонних виставках.